# Mu'a (Tonga)
Muʻa è una città di circa 5 000 abitanti situata nella parte orientale dell'isola di Tongatapu, nel Regno di Tonga. Essa ha una grande importanza storica, poiché fu la capitale dell'Impero Tuʻi Tonga, dal 1220 al 1851.
È divisa nei due distretti di Lapaha e Tatakamotonga.

## Storia
Circa 2000 anni fa Muʻa fu un centro locale per la civiltà Lapita. A partire dal XII secolo la città divenne la capitale dell'Impero Tu'i Tonga. Dal XVI al XIX secolo, a seguito del declino dell'impero, Mu'a rimase la capitale del regno tongano. Nel 1851 avvenne lo spostamento della capitale a Nukuʻalofa.
Vi si possono ammirare una trentina di tombe dei re dell'epoca imperiale, i cosiddetti langi.